# Polskie Radio dla Zagranicy
Polskie Radio dla Zagranicy (traducido como Radio Polaca para el Exterior) es una radio internacional propiedad de Polskie Radio, empresa pública polaca. Tiene programas en polaco, inglés, ruso, ucraniano y bielorruso. Emitió también en español durante algunas décadas. La estación es subvencionada anualmente por el Ministerio de Asuntos Exteriores de Polonia.

## Historia
El servicio exterior de la radio polaca comenzó sus transmisiones en polaco e inglés por onda corta el 1 de marzo de 1936. En octubre de 1945, luego de que terminara la Segunda Guerra Mundial, se reanudan las emisiones al exterior a través de la emisora de onda corta Warszawa III.
Para 1956, la radio polaca difundía programas en inglés, danés, griego, finés, francés, español, alemán, ruso, turco e italiano. En 1959, empezaron los programas en esperanto, y en 1968 en árabe. En 1971 ya había transmisiones en checo, holandés y sueco.
En 1991 se eliminaron las emisiones en español y árabe, pero se iniciaron las de lituano y ucraniano. Para 1992 había programas en bielorruso y checo, mientras que se cerraron las transmisiones en francés, italiano, sueco y finés. En 1998, el servicio para el exterior de la radio polaca pasó a llamarse Radio Polonia.
En 2000, Radio Polonia inició transmisiones por Real Audio. El servicio en hebreo fue fundado en 2006. En 2007, Radio Polonia cambió su nombre por Polskie Radio dla Zagranicy. En ese mismo año se inauguró el portal en inglés thenews.pl.
En 2012 finalizaron las transmisiones por onda corta en inglés. El 27 de octubre de 2013 concluyeron los servicios en onda corta de los otros idiomas.
En 2014 fueron clausurados los programas en hebreo (abril) y alemán (1 de julio). En julio, la sección en polaco había dejado de producir sus propios programas para transmitir en cambio producciones de otras estaciones pertenecientes a la empresa matriz Polskie Radio. Los cambios ocurridos en 2014 se debieron a un recorte en el presupuesto de la emisora.

## Vías de transmisión
Los programas de Polskie Radio dla Zagranicy están disponibles en su página web (streaming y podcasts), aplicaciones de teléfonos móviles, difusión mediante satélites, y retransmisión por estaciones de radio asociadas en diversos países. 